# Teodor Filipescu
Teodor Filipescu (n. 15 noiembrie 1942) este un fost senator român în legislatura 2004-2008 ales în județul Ilfov pe listele partidului PSD. Teodor Filipescu a demisionat din Senat pe data de 4 februarie 2008 și a fost înlocuit de senatorul Anghel Iordănescu. În cadrul activității sale parlamentare, Teodor Filipescu a fost membru în grupurile parlamentare de prietenie cu Republica Kazahstan, Republica Argentina, Georgia și Ucraina. Teodor Filipescu a inițiat 4 propuneri legislative din care 3 au fost promulgate legi. Teodor Filipescu a fost membru în următoarele comisii: 
- Comisia pentru administrație publică, organizarea teritoriului și protecția mediului
- Comisia pentru privatizare și administrarea activelor statului (sep. 2006 - dec. 2007)
- Comisia pentru cercetarea abuzurilor, combaterea corupției și petiții (până în sep. 2006)

Teodor Filipescu a fost și prefect al județului Ilfov.